# Mahzor Luzzatto
 (juin 2022).
Le mahzor Luzzatto est un livre de prière juif médiéval écrit et enluminé entre la fin du XIIIe siècle et le début du XIVe siècle en Bavière. Son nom fait référence à l'un de ses anciens propriétaires, l'intellectuel juif italien Samuel David Luzzatto (1800-1865). 

## Contenu
Le mahzor Luzatto est un recueil de prières de Roch Hachana et Yom Kippour de tradition ashkénaze. C'est un infolio de 451 feuilles sur fort vélin. Le texte, rédigé en hébreu, est composé en écriture carrée. Les indications à l'officiant et aux fidèles sont indiquées en lettres rabbiniques. Les premières en écriture italienne puis en écriture allemande. Il existe aussi quelques additions tardives en yiddish. Certains passages sont barrés par la censure mais demeurent lisibles.

## Histoire
Des annotations marginales permettent de retracer en partie l'histoire de l'ouvrage. Il a appartenu successivement à des communautés juives d'Alsace, de la région du lac de Constance, d'Italie du Nord, de France. Ces différents propriétaires ont modifié le texte par des annotations pour refléter leurs traditions liturgiques. Le manuscrit est ensuite acquis par Samuel David Luzzatto (1800-1865), un intellectuel juif italien, poète, théologien et collectionneur de livres anciens. À sa mort, ses manuscrits et ouvrages rares sont acquis par plusieurs institutions culturelles européennes. C'est ainsi que l'Alliance israélite universelle (AIU) devient propriétaire du mahzor Luzzatto en 1870. Il a depuis lors été présenté à deux reprises au public. Lors de l'exposition D'une main forte organisée par la BnF en 1991 puis en 2018 dans l'exposition Saints et croyants, les juifs d’Europe du Nord au Moyen Âge du Musée des antiquités à Rouen.
L'AIU charge, le 19 octobre 2021, Sotheby's de mettre en vente aux enchères le Mahzor Luzzatto. L'Alliance justifie ce choix par le besoin d'équilibrer les comptes de sa bibliothèque qui pâtit d'un déficit financier important.